# Lizardo Montero Flores

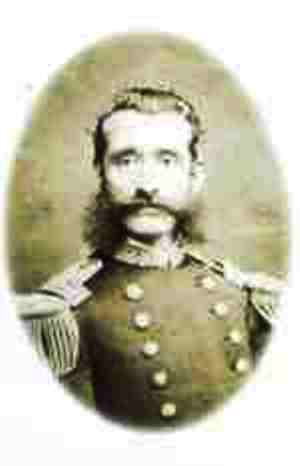
Lizardo Montero Flores

 Lizardo Montero Flores  (* 27. Mai 1832 in Ayabaca, Peru; † 5. Februar 1905 in Lima) war peruanischer Vizepräsident und vom 15. November 1881 bis zum 28. Oktober 1883 Präsident von Peru. Weiterhin war er Admiral der peruanischen Marine.
Montero wurde als Kind der Eheleute José Casimiro Montero del Aguila und Gregoria Flores Izaga in Ayabaca in der Region Piura geboren. Er war verheiratet mit Rosa Elías de la Quintana.
Er gehörte neben Miguel Grau, Aurelio García y García und Manuel Ferreyros zu den „Cuatro Ases de la Marina de Guerra“ (Die vier Asse der Kriegsmarine).
| Personendaten    | Personendaten           |
| ---------------- | ----------------------- |
| NAME             | Montero Flores, Lizardo |
| KURZBESCHREIBUNG | peruanischer Politiker  |
| GEBURTSDATUM     | 27. Mai 1832            |
| GEBURTSORT       | Ayabaca, Peru           |
| STERBEDATUM      | 5. Februar 1905         |
| STERBEORT        | Lima                    |